# 퉁리 진

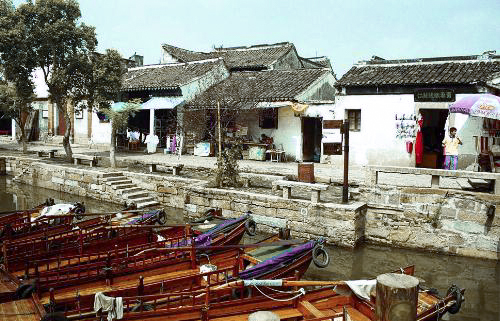
강남고진 퉁리

퉁리 진(同里镇)은 장쑤성 쑤저우의 현급 시인 우장 시에 위치하고 있다. 퉁리도, 저우장, 주자자오와 함께 1천년이 넘는 강남의 고진이다. 2003년 10월에 중국 건설부와 국가문물국이 중국역사문화고진(中国历史文化名镇) 10개를으로 지정했고, 그 중 하나가 퉁리이다. 퉁리, 저우장 진(周庄), 루즈 진(甪直) 이 세 개가 강남수향고진으로 유네스코에 의해, 세계유산으로 지정되었다.

## 명승지
- 퇴사원(退思园) - 1997년 세계유산으로 편입되었다. 쑤저우고전원림 중의 하나이다.
- 중화성문화 박물관(中华性文化博物馆) 퇴사원 근처에 있다.

## 같이 보기
- 저우장